# Washington Open 2005
Il Washington Open 2005, noto come Legg Mason Tennis Classic per motivi di sponsorizzazione, è stato un torneo di tennis giocato sul cemento. È stata la 37ª edizione del Washington Open e faceva parte della categoria International Series nell'ambito dell'ATP Tour 2005, Si è giocato al William H.G. Fitzgerald Tennis Center di Washington negli Stati Uniti, dall'1 al 6 agosto 2005.

## Campioni

### Singolare
Andy Roddick ha battuto in finale  James Blake con il punteggio di 7–5, 6–3,

### Doppio
Bob Bryan /  Mike Bryan hanno battuto in finale  Wayne Black /  Kevin Ullyett con il punteggio di 6–4, 6–2.